# Khải Hoàn Môn (Bình Nhưỡng)
Khải Hoàn Môn tại Bình Nhưỡng (tiếng Triều Tiên: 개선문; McCune–Reischauer: Kaesŏnmun) được xây dựng để kỉ niệm phong trào kháng chiến của người Triều Tiên trước Nhật Bản từ năm 1925 đến 1945.
Công trình này được xây dựng vào năm 1982 trên quảng trường Khải Hoàn ở chân đồi Moran (모란봉) tại thủ đô Bình Nhưỡng, nó được xây để tưởng niệm và ca ngợi vai trò của Chủ tịch Kim Nhật Thành trong cuộc kháng chiến quân sự chống lại sự kiểm soát của Nhật Bản. Khải Hoàn Môn được khánh thành nhân dịp kỉ niệm sinh nhật thứ 70 của ông, mỗi một trong số 25.500 khối đá hoa cương trắng mịn đại diện cho mỗi ngày trong cuộc đời của ông cho đến thời điểm đó.
Công trình được xây theo mô hình Khải Hoàn Môn Paris và có kích cỡ hơi lớn hơn. Đây là vòm khải hoàn cao nhất thế giới, cao 60 mét (197 ft) và rộng 50 m (164 ft). Vòm có hàng chục phòng, hàng lan can, bục ngắm cảnh và thang máy. Nó cũng có 4 cổng vòm, mỗi cổng cao 27 m (89 ft), được trang trí bằng các họa tiết của đỗ quyên ở xung quanh. Dòng chữ được khắc trong vòm là "Bài ca Tướng quân Kim Nhật Thành", một bài ca cách mạng.